# Japón en los Juegos Olímpicos de Sarajevo 1984
Japón estuvo representado en los Juegos Olímpicos de Sarajevo 1984 por un total de 39 deportistas que compitieron en 9 deportes.  
El portador de la bandera en la ceremonia de apertura fue el patinador artístico Tadayuki Takahashi.

## Medallistas
El equipo olímpico japonés obtuvo las siguientes medallas:
| Nombre             | Deporte               | Competición |
| ------------------ | --------------------- | ----------- |
| Oro                |                       |             |
| —                  |                       |             |
| Plata              |                       |             |
| Yoshihiro Kitazawa | Patinaje de velocidad | 500 m M     |
| Bronce             |                       |             |
| —                  |                       |             |